# Century (motorfietsmerk)
Century is een Brits historisch merk van motorfietsen en forecars.
De bedrijfsnaam was: Century Cycles Ltd., later The Century Engineering & Motor Company, Ltd., Cumberland Park, Willesden Junction, London W.
Toen de productie van motorfietsen in 1902 begon, was het nog gebruikelijk dat Britse merken inbouwmotoren van het Europese vasteland haalden. Century gebruikte Minerva- en MMC-motoren, maar die hoefden niet geïmporteerd te worden. De Nederlander David Citroen was als importeur van Minerva-motoren actief in het Verenigd Koninkrijk. Hij assembleerde ze ook in zijn eigen bedrijf in Holborn (Londen). Zo maakte hij veel kleine Britse producenten (vooral in de omgeving van Londen) enthousiast voor deze inbouwmotoren. De MMC-motoren waren in licentie geproduceerde motoren van De Dion-Bouton en Léon Bollée.
Het topmodel van Century was de "Century Tandem", een forecar met een zeer luxueuze passagiersfauteuil die kon worden voorzien van Franse 5- en 6½pk-Aster-motoren. De aandrijving geschiedde door twee kettingen, die beide een andere overbrengingsverhouding hadden, zodat er feitelijk twee versnellingen waren. De besturing geschiedde door een lange hendel aan de rechterkant van de bestuurder, maar in 1905 werd die vervangen door een stuurwiel. In dat jaar verdween het merk echter van de markt.